# 플로라 오브 오스트레일리아
플로라 오브 오스트레일리아(Flora of Australia)는 오스트레일리아와 그 외부 영토에 존재하는 관다발 식물, 선태류 및 지의류를 설명하는 59권의 시리즈이다. 이 시리즈는 오스트레일리아 생물 자원 연구(Australian Biological Resources Study)에 의해 출판되었으며, 이 시리즈가 완성되면 20,000종 이상의 식물 종이 기술될 것으로 추산된다. 앨리슨 맥커스커가 편찬했다.

## 시리즈
이 시리즈의 1권은 1981년에 출판되었고, 두 번째 확장판은 1999년에 출판되었다. 이 시리즈는 크론퀴스트 분류 체계를 사용한다. ABRS는 또한 오스트레일리아의 곰팡이(Fungi of Australia), 오스트레일리아의 조류(Algae of Australia) 및 오스트레일리아의 식물상(Flora of Australia) 보충 시리즈를 출판했다. 2017년 ABRS가 새로운 온라인 플로라 오브 오스트레일리아(Flora of Australia)를 출시했으며 더 이상 인쇄본이 출판되지 않는다.